# Don’t Touch That Dial
«Don’t Touch That Dial» (с англ. — «Не переключайтесь») — второй эпизод американского мини-сериала «Ванда/Вижн», основанного на персонажах Ванда Максимофф / Алая Ведьма и Вижн из Marvel Comics. В этом эпизоде пара пытается скрывать свои способности, так как они живут идиллической пригородной жизнью 1960-х годов в городе Уэствью. Действие эпизода происходит в медиафраншизе «Кинематографическая вселенная Marvel» (КВМ), и он напрямую связан с фильмами франшизы. Сценарий к эпизоду написала Гретчен Эндерс, а режиссёром стал Мэтт Шекман.
Элизабет Олсен и Пол Беттани вновь исполняют соответствующие роли Ванды Максимофф и Вижна из серии фильмов, и главные роли также исполняют Тейона Паррис, Дебра Джо Рапп и Кэтрин Хан. Шекман присоединился к сериалу в августе 2019 года. Этот эпизод отдаёт дань уважения ситкомам 1960-х годов, включая «Моя жена меня приворожила», а также добавив анимационную вступительную заставку к собственному сериалу, сделанную в стиле «Hanna-Barbera». Съёмки проходили на студии «Pinewood Atlanta Studios» и Лос-Анджелесе, и эпизод был в основном снят в чёрно-белом цвете.
Эпизод «Не переключайтесь» был выпущен на «Disney+» 15 января 2021 года.
Критики высоко оценили актёрскую игру Олсен и Беттани, особенно их физическую комедию, и посчитали эпизод приятным, но некоторые критики критиковали отсутствие общего развития сюжета.

## Сюжет
В 1960-х гг. Ванда и Вижн начинают слышать странные звуки около своего дома. Следующим утром они готовят магический номер для местного шоу талантов, чтобы помочь им приспособиться к соседям. Вижн решает посетить собрание «соседской стражи» со своими соседями-мужчинами, но как только он уходит, Ванда видит игрушечный цветной вертолёт в кустах. Она отвлекается на Агнес, которая приглашает её на женский приём, организованный Дотти Джонс, высокомерным лидером района, и заводит дружбу с Джеральдиной.
Мужчины на собрании приветствуют Вижна, который случайно проглатывает предложенную ему жвачку. Он не в состоянии переварить её, и проглоченная жвачка воздействует на Вижна, вызывая у него опьянение. Ванда разговаривает с Дотти, во время чего её вызывает некий голос по радио, спрашивающий, кто несёт ответственность за ситуацию, в которой она находится. Она снова отвлекается, когда Дотти спрашивает, кто она, прежде чем радио прерывается и стакан Дотти разбивается. У неё кровь течёт в цвете, но состояние быстро приходит в норму.
Когда Вижн приходит на шоу талантов, его состояние приводит к тому, что он непреднамеренно раскрывает свои сверхспособности. Ванда, используя собственные способности, делает так, будто он просто исполняет магические трюки, а Джеральдина телепортируется как часть финала акта. Их выступление проходит удачно, и Дотти награждает их призом «Комедийное выступление года». Когда они возвращаются домой, Ванда быстро и необъяснимо беременеет. Когда она и Вижн собираются это отпраздновать, они снова слышат шум снаружи и выходят на улицу, где обнаруживают пчеловода, вылезающего из канализационного люка. Это заставляет Ванду нервничать; она «отматывает» это событие на несколько мгновений назад к своей беременности, и мир вокруг них внезапно меняется на цветную эстетику 1970-х годов.
Рекламный ролик во время программы «ВандаВижен» рекламирует часы «Strücker» с логотипом организации «Гидра» на них.

## Производство

### Разработка
К октябрю 2018 года «Marvel Studios» разрабатывала мини-сериал с участием Ванды Максимофф (Элизабет Олсен) и Вижна (Пол Беттани) из фильмов кинематографической вселенной Marvel (КВМ). В августе 2019 года Мэтт Шекман был нанят в качестве режиссёра мини-сериала. Шекман, наряду с главным сценаристом Жак Шеффер, Кевином Файги, Луисом Д’Эспозито и Викторией Алонсо стали исполнительными продюсерами:50. Файги описал сериал как наполовину «классический ситком, наполовину марвеловский блокбастер», отдающий дань уважения многим эпохам американских ситкомов. Ко второму эпизоду, названному «Не переключайся», сценарий написала Гретчен Эндерс, и этот эпизод отдаёт дань уважения ситкомам 1960-х годов «Моя жена меня приворожила» и «Я мечтаю о Джинни».

### Сценарий
В сериале присутствуют поддельные рекламные ролики, которые, по словам Файги, указывают на то, что «часть правды шоу начинает просачиваться наружу», и в «„Не переключайтесь“ присутствует реклама часов „Strücker“ со слоганом „Штрукер“. Он найдёт для вас время». На циферблате часов написано «Сделано в Швейцарии», «Гидра» и «1000M», и там также присутствует логотип Гидры. Strücker является отсылкой к барону Вольфгангу фон Штрукеру, который экспериментировал над Вандой, чтобы дать ей её способности. Брентон Стюарт из «Comic Book Resources» сказал, что тиканье часов в рекламе дало ей «тревожное ощущение бомбы, которая вот-вот взорвётся», и отметил сексистский характер рекламы, похожий на тот, что был в первом эпизоде.

### Подбор актёров
Главные роли в эпизоде исполняют Пол Беттани (Вижн), Элизабет Олсен (Ванда Максимофф), Тейона Паррис (Джеральдина), Дебра Джо Рапп (миссис Харт) и Кэтрин Хан (Агнес):30:47–31:05. Также роли других жителей Уэствью исполняют Асиф Али (Норм), Эмма Колфилд Форд (Дотти), Джолин Пёрди (Беверли), Амос Глик (почтальон Деннис), Дэвид Пэйтон (Хёрб), Дэвид Ленгел (Фил Джонс), Зак Генри (агент «М.Е.Ч.а» Франклин / пчеловод) и Итамар Энрикес и Виктория Блэйд (мужчина и женщина в рекламе). Голос Рэндалла Парка, который исполняет роль Джимми Ву, слышен в эпизоде, но сам Парк в титрах не указан.

### Съёмки
Съёмки на звуковой сцене проходили в павильонах студии «Pinewood Atlanta» в Атланте, Джорджия, где режиссёром стал Шекман, а Джесс Холл выступил в качестве оператора. Наружные съёмки и съёмки на заднем дворе студии проходили в Лос-Анджелесе, когда сериал возобновил производство после перерыва из-за пандемии COVID-19:50.
«Не переключайся» был снят в чёрно-белом цвете с закадровым смехом, и Холл использовал вольфрамовые огни, которые были обычны для эпохи 1960-х годов:6. Во время съёмок сцен в чёрно-белом формате Беттани был окрашен в синий цвет, а не в тёмно-бордовый цвет Вижна, поскольку синий цвет лучше отражался на изображении в оттенках серого. Поскольку закадровый смех происходил не от живой аудитории, как это было в первом эпизоде, Шекман сказал, что они «не очень осознавали» это, когда они снимали необходимые паузы, для которых потом будет смех. На съёмочной площадке команда по визуальным эффектам перемещала реквизит с помощью верёвочек и использовала трюки камеры, чтобы создать эффект магии Максимофф, как это было сделано в сериалах «Моя жена меня приворожила» и «Я мечтаю о Джинни». В качестве другой отсылки к «Моя жена меня приворожила», Олсен безуспешно пыталась шевелить носом, как это делала звезда Элизабет Монтгомери в том сериале. Вместо этого Олсен использует указательное движение всякий раз, когда Максимофф использует свою магию. Шекман использовал объективы, освещение и звуковой дизайн, чтобы изменять настроение в этих моментах, вдохновившись «Сумеречной зоной». Он чувствовал, что переход к этим моментам из сцен мультикамерного ситкома был «очень драматичным».

### Анимация и визуальные эффекты
В эпизоде присутствует анимационная заставка со вступительными титрами, а также несколько анимационных моментов, созданных компанией «Titmouse, Inc»:33:11. Заставка выполнена в стиле анимационной заставки «Моя жена меня приворожила» от Hanna-Barbera, а дизайн персонажей в заставке был выполнен директором по визуальному развитию «Marvel Studios» Энди Парком. Визуальные эффекты были созданы компаниями «Monsters Aliens Robots Zombies», «capital T», «Framestore», «Perception», «RISE», «The Yard VFX», «SSVFX» и «Luma VFX»:33:06-33:21.

### Музыка
Главная тема эпизода, «WandaVision!», была сочинена Кристен Андерсон-Лопес и Робертом Лопесом. «WandaVision!» — единственное слово в песне, так как Андерсон-Лопес и Лопес хотели подражать минималистским, повторяющимся, «крутым, джазовым, вдохновлённым Бибопом» тематическим песням телесериалов 1960-х годов. Они также вдохновлялись песней «Мана-мана» Пьеро Умильяни и работами Дэйва Брубека. В этом эпизоде присутствует песня «Help Me, Rhonda» от The Beach Boys. «Marvel Music» и «Hollywood Records» выпустили саундтрек ко второму эпизоду в цифровом формате 22 января 2021 года, и в нём присутствовала музыка композитора Кристофа Бека. Первым треком является главная тема от Андерсон-Лопес и Лопеса.
| №                   | Название | Длительность |
| ------------------- | --- | ------------ |
| 1.                  | «WandaVision!» (при участии Кристен Андерсон-Лопес, Сары Манн, Джессики Роттер, Синди Буркин, Элис Уиллис, Лоры Дикинсон, Роберта Лопеса, Эрика Брэдли, Грега Уиппла, Джаспера Рэндалла и Джеральда Уайта) | 0:53         |
| 2.                  | «Rehearsal» | 0:55         |
| 3.                  | «Unwelcome Visitor» | 0:59         |
| 4.                  | «Strucker» | 0:37         |
| 5.                  | «Giddy Up» | 0:32         |
| 6.                  | «Beekeeper» | 1:05         |
| 7.                  | «Exit Stage Left» | 1:44         |
| 8.                  | «It's Really Happening» | 0:52         |
| Общая длительность: | Общая длительность: | 7:37         |

## Маркетинг
В начале декабря 2020 года было выпущено шесть постеров для этого сериала, каждый из которых изображал десятилетие с 1950-х по 2000-е годы. Чарльз Пуллиам-Мур из «io0» отметил, что на первый взгляд постер 1960-х годов кажется слегка изменившимся по сравнению с первым постером 1950-х годов с изображением на телевизоре, но указал на другие объекты в гостиной, «такие как обои, растение, картина на стене и сам телевизор, также меняются.» Он назвал цилиндр фокусника, свисающий с телевизора, скорее всего, «кивком в сторону обширных магических способностей Ванды, которые сериал намерен развивать дальше», и чувствовал, что центральная подвесная лампа должна была «отражать расположение Камня бесконечности Вижна, статус которого является одним из самых больших вопросов, нависающих над „Ванда/Вижном“». Элли Геммилл из «Collider» назвала Вижна в его истинной форме «привлекающим внимание» и чувствовала, что включение цилиндра было «странным аксессуаром, за которым стоит следить». После выхода эпизода Marvel анонсировала товары, вдохновлённые этим эпизодом, в рамках еженедельной акции «Marvel Must Haves» для каждого эпизода сериала, включая футболки, домашнюю одежду и копию часов Strücker из поддельной рекламы из эпизода. Часы были выпущены компанией Hot Topic.

## Релиз
«Не переключайтесь» был выпущен «Disney+» 15 января 2021 года. Эпизод изначально назывался «Эпизод 2» на стриминговом сервисе, но 20 января к эпизоду было добавлено название «Не переключайтесь». Хоай-Тран Буй из «/Film» изначально предполагала, что все эпизоды будут без названия, и задавалась вопросом, скрывались ли названия эпизодов во время их выпуска, чтобы избежать спойлеров, несмотря на то, что название второго эпизода не было особенно разоблачающим.

## Отзывы

### Реакция критиков
Агрегатор рецензий «Rotten Tomatoes» присвоил эпизоду 100 % рейтинга со средним баллом 8/10 на основе 17 отзывов. Консенсус критиков на сайте гласит: «„Не переключайтесь“, или вы можете пропустить одну из бесчисленных пасхалок „Ванда/Вижна“, или подсказку к разгадке его медленно строящейся тайны».
Сэм Барсанти из «The A.V. Club» назвал первые два эпизода сериала «абсолютным восторгом, с седыми старыми комедийными приколами, которые каким-то образом работают» и «приятно странным, новым способом повеселиться с этими персонажами», в то время как его коллега Стивен Робинсон присвоил эпизоду оценку «А-», особенно выделив физическую комедию Олсен и Беттани во время магического шоу Ванды и Вижена. Ребекка Яннуччи из «TVLine» чувствовала, что начальная сцена эпизода была восхитительной. Кристиан Холуб из «Entertainment Weekly» был доволен анимацией в стиле «Hanna-Barbera» в эпизоде, которая, по его мнению, сделала сериал более интересным, чем предыдущие сериалы Marvel. Делая отзывы к первым двум эпизодам для «Den of Geek», Дон Кэй дал им 4 звезды рейтинга из 5, сказав, что хотя сюжет был эпизодическим, отрывы от реальности добавляли «серьёзности сюрреалистическому и также забавному процессу». Он также высоко оценил комедийные выступления Олсен, Беттани и Хан.
Мэтт Пёрслоу из «IGN» оценил первые два эпизода на 7 из 10 и назвал второй эпизод более смешным из двух, так как он смог больше посвятить себя шоу талантов Максимофф и Вижна. Однако он чувствовал, что эпизод охватывает «почти ту же почву», что и первый, с небольшим дополнительным развитием сюжета во втором эпизоде. Абрахам Рисман из «Vulture» дал эпизоду 3 звезды из 5 и сказал, что это «всего лишь прелюдия к реальному сюжету, прелюдия, наполненная намеренной искусственностью и почтением. Под ним нет ничего, кроме тайны, которая пока не особенно убедительна.» Он был заинтригован присутствием организации «М.Е.Ч.», но зрители, не знакомые с комиксами, могли не чувствовать того же. Для этих зрителей, по мнению Рисмана, здесь «не за что ухватиться», кроме выступлений Олсен и Беттани и дани уважения прошлым ситкомам.

### Награды
«TVLine» назвал Беттани «исполнителем недели» на неделе 11 января 2021 года за его выступление в этом эпизоде. Сайт выделил «бесстрашную физическую комедию и первоклассное „пьяное“ выступление», поскольку это было отступление от персонажа, которого показывали в фильмах, добавив, что «старомодный, ностальгический шарм» было приятно видеть.

## Комментарии
1. ↑  Голос на радио принадлежит агенту ФБР Джимми Ву; об этом стало известно в четвёртом эпизоде сериала — «Мы прерываем эту программу»[1].